# Philippe Guthlin
Pour les articles homonymes, voir Guthlin.
Philippe Guthlin (ou Güthlin ou Guthlin de la Porte) est né le 11 janvier 1831 à Folgensbourg et mort le 2 mars 1888 à Paris. Français et alsacien, époux de Mathilde Delaporte dite Philippe Gallois, il est un écrivain, poète, professeur d’allemand, de littérature et de poésie, aussi historien et critique littéraire, officier de l’instruction publique.

## Biographie

### Enfance et formation
Il naît le 11 janvier 1831 à Folgensbourg, où sa famille est ancrée depuis des générations. Il est le septième des huit enfants de François-Joseph Guthlin (1791-1855), boucher, et de Marie-Anne Studer (1795-1834) qui se sont mariés le 19 novembre 1821 dans ce même village. De la fratrie, cinq meurent en bas âge, seuls trois garçons survivent (François-Joseph l'aîné, Aloïse le sixième et Philippe le septième). Le 23 octobre 1834, âgé de seulement trois ans, il perd sa mère qui meurt prématurément en couche. Le 24 mai 1837, son père se remarie avec Anne-Marie Grollÿ originaire de Kappelen. 
Attiré par des études littéraires, il devient bachelier ès lettres, puis agrégé des langues vivantes en allemand en 1864, et professeur d'allemand, de littérature et de poésie.

### Vie de famille
Le 29 juin 1858, à Dunkerque, il épouse Mathilde-Louise-Agnès Delaporte (née le 5 juillet 1838 à Dunkerque et décédée le 23 décembre 1911 à Saint-Maur-des-Fossés), dite "Philippe Gallois", pianiste et compositrice de musique, membre de la Société académique de France, officier d'Académie,, petite-fille de Arnould Claude Gallois qui fut sous-préfet de la Lys sous Napoléon Ier,. Le couple restera sans enfants. 
Son frère aîné François-Joseph (1822-1890), menuisier, épouse Marie-Anne Christ (1817-1890), devient père de six enfants, et est membre du conseil général de la Haute-Alsace pendant de longues années. Le second de ses frères est Aloïse Guthlin (1828-1878), prêtre catholique, théologien et métaphysicien, chanoine honoraire et vicaire général de l'évêque d'Orléans Dupanloup.  
L'aîné de ses six neveux et nièces est Joseph Guthlin (1850-1917), prêtre catholique, professeur d'apologétique, chanoine honoraire, docteur en droit canon et canoniste à l'Ambassade de France près le Saint-Siège, conseiller et prélat du pape.  
Parmi les enfants et petits-enfants de sa nièce Mathilde (1860-1934), la plus jeune de ses neveux et nièces, il y a deux prêtres catholiques en fonction dans le Haut-Rhin, tous deux nés comme lui à Folgensbourg, son petit-neveu le chanoine Philippe Sauner (1890-1956) et son arrière-petit-neveu le curé Philippe Sauner (1943-2020). 

### Professeur d'allemand, de littérature et de poésie
Il est d'abord instituteur en Alsace à Altkirch. En 1854, il se fait connaître à Dunkerque en y remportant un prix de poésie, et quitte sa région pour s'y installer la même année. De 1854 à 1864, il est chargé de cours d'allemand au collège-lycée communal de Dunkerque,,. En 1864, il obtient l'agrégation et prend en charge la classe de seconde du collège-lycée. 
Le 24 janvier 1870, il est nommé professeur d'allemand à Evreux, et quitte Dunkerque. Comme professeur à Evreux, il est membre correspondant de la Commission historique du département du Nord chargée de veiller à la conservation des monuments et édifices historiques,. Il est ensuite nommé au lycée de Rouen. Il a aussi enseigné à la Faculté de Caen. 
Le 30 septembre 1877,,, il est nommé professeur divisionnaire d'allemand au lycée Charlemagne à Paris. Pendant 12 années, il y est professeur titulaire puis honoraire,. 
Il maîtrise parfaitement le français, l'allemand et l'alsacien, et travaille spécialement sur la compréhension de la littérature allemande en France.
Dans l'ordre des palmes académiques, il est décoré officier de l’instruction publique.

### Distinctions
- Officier de l'Instruction publique.

### Poète, historien et critique littéraire

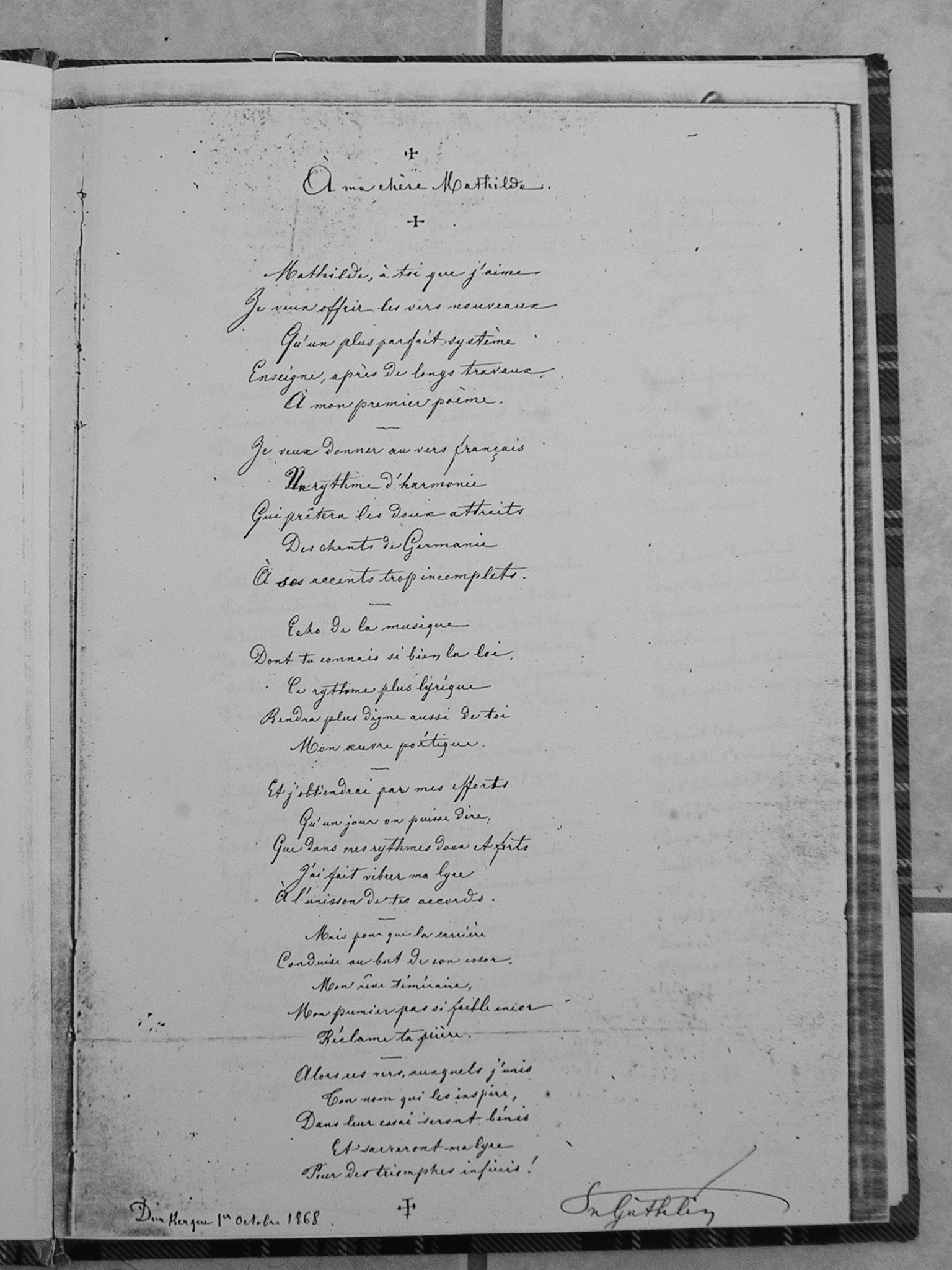
Premier poème du recueil Paroles ailées de Philippe Guthlin, écrit le 1er octobre 1868 à Dunkerque, intitulé Ô ma chère Mathilde (retranscription en notes)

#### Une poésie inspirée par son pays natal, son épouse et sa foi en Dieu
Il écrit de nombreux poèmes, avec des thématiques variées. Ses inspirations premières sont à la fois sa patrie, le Sundgau, son amour pour son épouse, et sa foi en Dieu. Au fil des années, il se laisse inspirer aussi par les autres contextes et régions qu'il traverse.
Un recueil intitulé Paroles ailées de poésies rassemblées par son épouse est conservé dans les archives familiales du village. Il commence par le poème Ô ma chère Mathilde (photo ci-contre) daté du 1er octobre 1868, écrit à Dunkerque et adressé à son épouse Mathilde. Ce poème intègre les lignes de force de son inspiration première : son Alsace bien-aimée entre France et Germanie, sa réponse à l'amour de son épouse aimée et musicienne, une œuvre poétique qui est aussi chemin de toute une vie d'efforts. 
Sa passion pour le Sundgau, cette région paysanne du Sud de l'Alsace, son heimet (mot alsacien qui signifie "son chez soi" ou "sa patrie"), lui fait composer des poèmes qui lui sont dédiés,. Ci-après, les deux premières strophes d'un poème sur son village Folgensbourg en dialecte alsacien (issu du même recueil Paroles ailées) en témoignent :
| Version originale : | Traduction en allemand : | Traduction en français : |
| --- | --- | --- |
| Niema sell mr chibig warda Wenn ich jetz in mim Gesang Lob mi liebste Platz uf Erda Folgensburg im Sundgäulang. Keiner Heimet möcht i fehla Wil i garn vo miner sprich, Jeda derf a eigni wähla Thüe fer sie ebe ich... | Niemand soll mir böse werden Wenn ich jetzt in meinem Gesang Mein liebster Platz auf Erde lobe Folgensburg im Sundgauland. Keiner Heimat möchte ich fehlen Weil ich gerne von meiner spreche, Jeder darf eine Eigene wählen Tue fûr sie eben was ich... | Personne ne doit m'en vouloir Si moi maintenant dans mon chant Je loue ma place préférée sur terre Folgensbourg dans le pays du Sundgau. A aucune patrie, je ne voudrais manquer Mais j'aime bien parler de la mienne, Chacun a le droit de choisir la sienne Fais pour elle également comme moi... |

La majorité de ses poèmes qui sont publiés le sont à travers les sociétés littéraires dont il est successivement membre.
À titre posthume, plusieurs de ses poèmes sont publiés par la Société d'histoire du Sundgau. 

#### Membre actif en sociétés littéraires

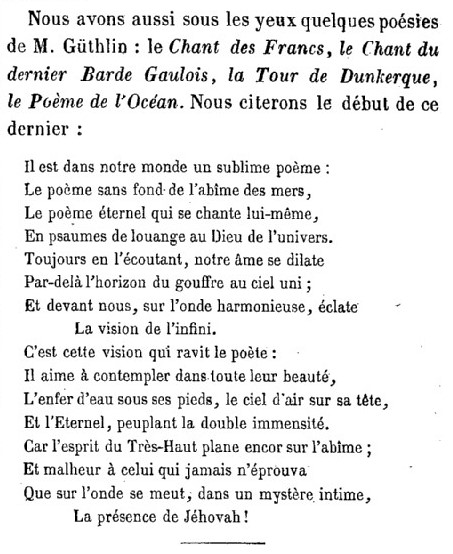
Début du Poème de l'Océan de 1866, tel qu'il apparaît dans les publications de la Société de Dunkerque

En 1854, il est lauréat d'une mention honorable avec médaille d'argent lors du concours de poésie de la Société Dunkerquoise, pour le poème La Mer et ses Dangers. C'est grâce à ce concours qu'il se fait connaître auprès de cette société puis du collège de Dunkerque.  
Il est membre de 1855 à 1870, secrétaire de 1857 à 1860 et secrétaire-général en 1870, de la Société Dunkerquoise pour l'encouragement des sciences, des lettres et des arts. Cette société publie plusieurs de ses travaux et poèmes, qui sont intégrés dans ses Mémoires.  
En 1866, il devient membre de la Société des Travaux littéraires, artistiques et scientifiques. Le 15 novembre 1866, cette société mentionne dans son journal sa conférence intitulée Esquisse sur l'histoire et le caractère de la littérature allemande du 29 janvier 1866, qui est éditée la même année. Elle cite aussi plusieurs de ses poèmes dont le Chant des Francs, le Chant du dernier barde Gaulois, la Tour de Dunkerque et le Poème de l'Océan (extrait ci-contre). 
En 1867, il devient membre associé de la société savante du Comité Flamand de France, en tant que professeur au collège de Dunkerque et secrétaire perpétuel de la Société dunkerquoise. En 1868, il en devient membre résidant, en tant que professeur à la Faculté de Caen,.

#### Mise en musique de ses poèmes
Sa poésie la plus connue est celle intitulée Sundgau, elle a été mise en musique par Frère Vincent. 
En 1870, lors du concours général à Dunkerque, ses paroles sont mises en musique avec un chœur pour voix d'hommes (deux ténors, un baryton et une basse) accompagné de deux violons (alto et basse). Frère François d'Assise, qui l'interprète, est alors lauréat dans la catégorie des Arts de la musique. 

En 1931, Marie-Joseph Erb compose, à partir de ses paroles, une œuvre musicale pour chant et piano intitulée D'Zitt isch do, im Sungau (signifiant en alsacien "Le temps est là, dans le Sundgau").

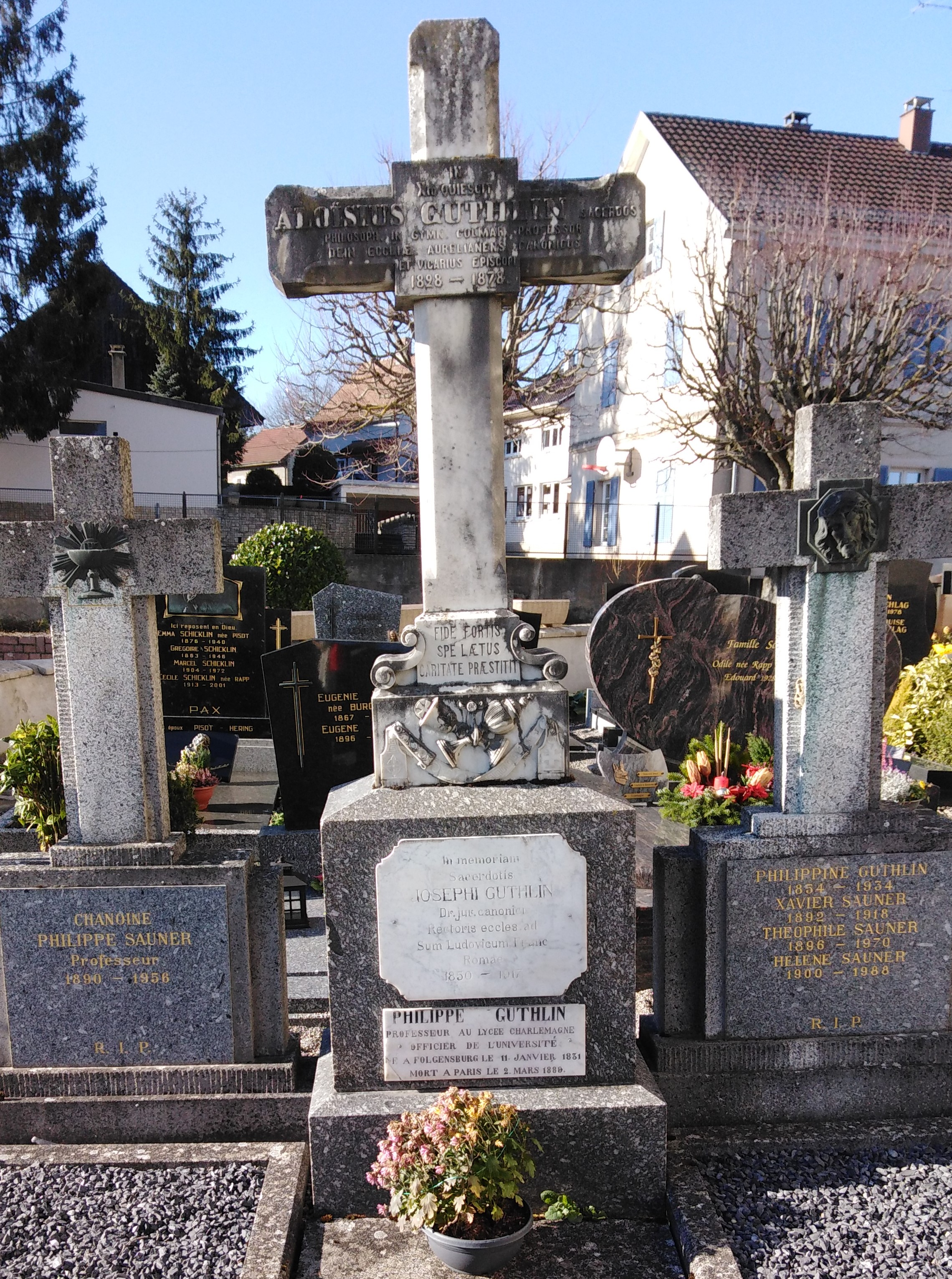
Tombe familiale Guthlin-Sauner à Folgensbourg. Il y est inhumé avec son frère Aloïse Guthlin (1828-1878), son petit-neveu le chanoine Philippe Sauner (1890-1956), son arrière-petit-neveu le curé Philippe Sauner (1943-2020). Une plaque y fait mémoire de son neveu Joseph Guthlin (1850-1917) inhumé à Rome.

### Mort
Il meurt le 2 mars 1888 à 15h, à l'âge de 57 ans, à son domicile au 19 boulevard Morland, dans le 4e arrondissement de Paris, à quelques pas du Lycée Charlemagne et de la Sorbonne. Son enterrement a lieu le 10 mars dans son village natal de Folgensbourg (alors situé dans l'Empire allemand à la suite de l'annexion de l'Alsace-Moselle en 1871), célébration conduite par son neveu Joseph Guthlin (alors attaché à l'ambassade de France près le Saint-Siège). Le journal parisien L'Univers titrera ce jour qu'« il n'a pas peu contribué à faire connaître en France les beautés de la littérature allemande » et que « jusqu'à la mort il est resté fidèle à ses principes chrétiens et aux traditions dont il avait été nourri dès la plus tendre enfance. »

## Œuvres et travaux

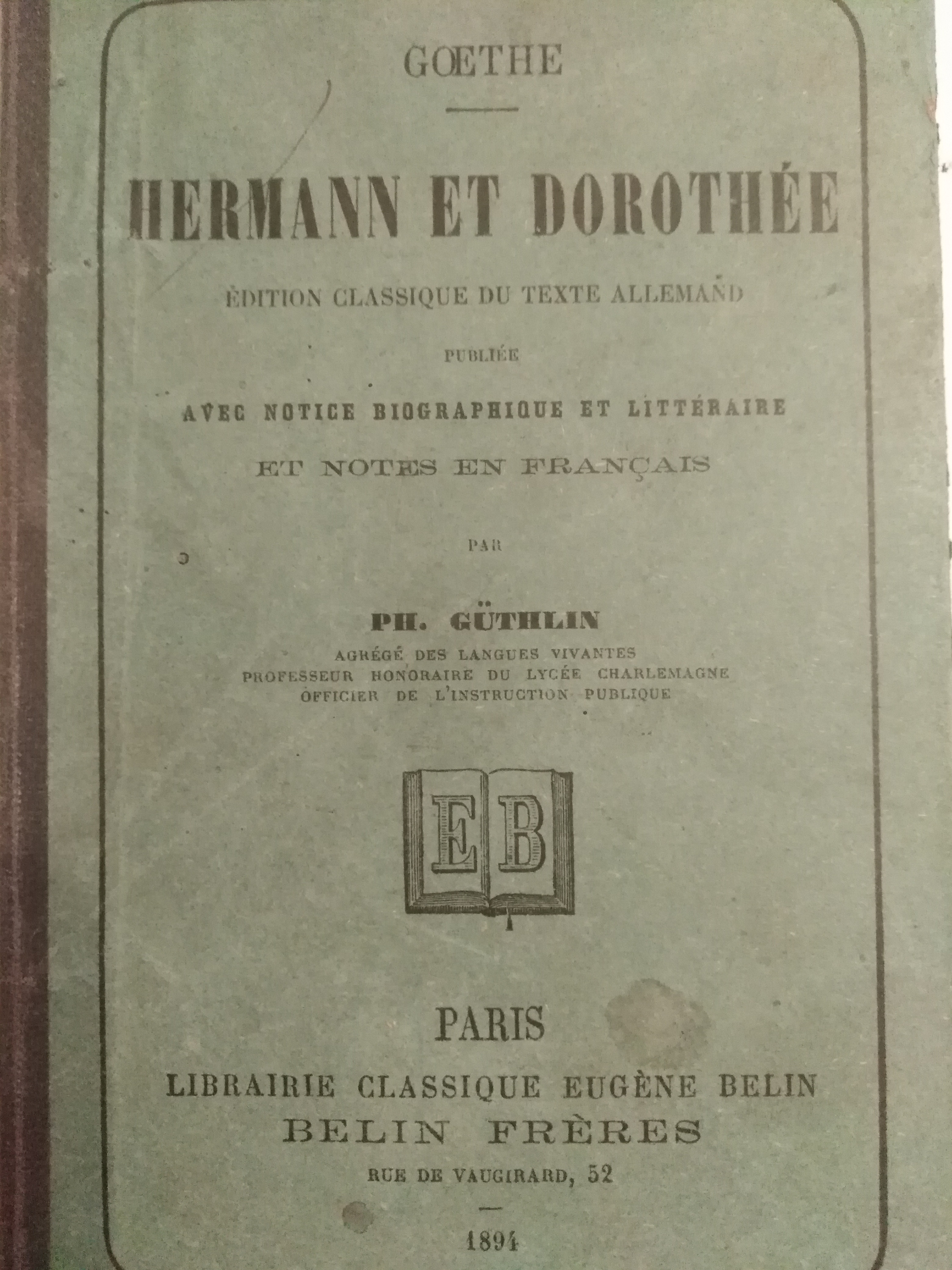
Edition par Philippe Guthlin de l'œuvre allemande Hermann et Dorothée de Goethe enrichie de notices biographique et littéraire, ainsi que de notes en français (paru en 1894 à titre posthume)

### Edition de littérature allemande
- Goethe, Hermann et Dorothée, édition classique du texte allemand, publiée avec notice bibliographique et littéraire, et notes en français, par Philippe Güthlin, agrégé des Langues vivantes, professeur honoraire du Lycée Charlemagne, Officier de l'instruction publique, Ed. Belin Frères, 1894, Paris

### Conférences et travaux divers

#### Travaux présentés à la Société Dunkerquoise
- Rapport sur le concours de poésie en 1863 (vol.9) et en 1864 (vol.10)
- Michel de Swaen, remarquable poète dunkerquois du règne de Louis XIV, conférence publique faite à Dunkerque le 15 avril 1867[32] (vol.12)
- Compte-rendu des travaux de la Société en 1867 (vol.13), en 1868 (vol. 14) et en 1869 (vol.15)
- Un épisode judiciaire en Flandres au XIVe siècle, mémoire présenté et lu à la Sorbonne en 1867 à la réunion des délégués des Sociétés Savantes [33] (vol.13)
- Étude sur le théâtre de Schiller, poète lyrique[34] (vol.14)
- Discours pour le décès de Victor Dérode le 6 août 1867[35]
- Victor Dérode, notice sur sa vie et ses travaux, à la suite du décès du président de la Société Dunkerquoise le 6 août 1867[36] (vol.18)

#### Autres conférences et travaux
- L'histoire et le caractère de la littérature allemande, conférence du 29 janvier 1866[37],[38]
- Rapport sur la réunion des délégués des Sociétés Savantes à la Sorbonne le 10 mai 1867[37]
- Considérations tendant à expliquer le fait de l'existence d'une mer libre au pôle nord, adressées à la Société de Géographie, réceptionné le 3 juillet 1968[39] (rédaction d'un mémoire)

### Poésies

#### Poèmes présentés à la Société Dunkerquoise
- La Mer et ses Dangers[25] (vol.2)
- Ode au Soleil (vol.2)
- Hymne des mers (vol.3)
- La poésie des Dunes (vol.4)
- Le Chant des Francs ou Chœur des Francs[29] (vol.4)
- Le Chant du dernier barde Gaulois[29] (vol.4)
- Au bord de l'océan (vol.4)
- Poésie de l'Océan ou Le Poème de l'Océan[29] (vol.5)
- La Tour de Dunkerque[40] (vol.7), publié à Paris[41]
- La naissance de la poésie[42] (vol.8)
- L'Étoile, fantaisie poétique (sur l'étoile de l'emblème adopté par la Société Dunkerquoise), pour la séance publique de 1866[43] (vol.12)
- Le Chant du printemps[44] (vol.19)

#### Recueil de poèmesParoles ailées

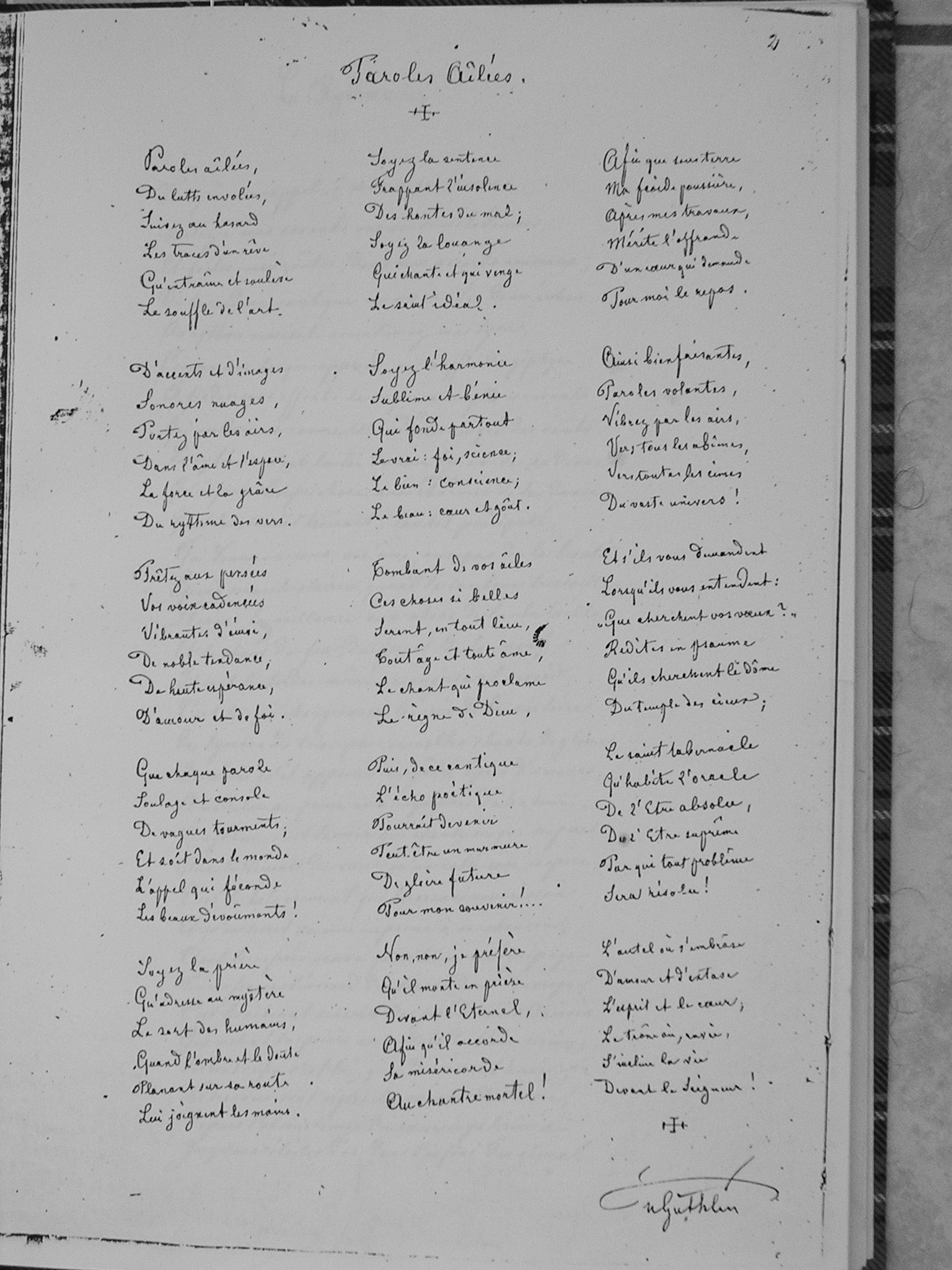
Poème de Philippe Guthlin intitulé "Paroles ailées" écrit en 1868, tiré du recueil réalisé par son épouse

Ce recueil de poésies, intitulé Paroles ailées, est bilingue, en français et en alsacien, et est conservé dans les archives familiales (voir photo ci-contre). Son épouse a rassemblé plusieurs poèmes de son époux à Dunkerque à partir du 12 août 1864 (date écrite manuscritement par son épouse sur la première page du recueil). Ces poèmes sont d'un ton plus personnel, certains sont encore raturés, corrigés, reformulés par endroits. Voici ci après les différentes séries de poèmes de ce recueil :
- Première partie (poèmes passionnés et apaisés) : A ma chère Mathilde (1er octobre 1868) ; Paroles ailées (photo ci-contre) ; Le Rythme (1868) ; Renouveau[45] ; A mes vers ; Obole (18 janvier 1869) ; Croix ; Liberté (6 février 1869) ; Adolescence (2 février 1869)
- Deuxième partie (poèmes évoquant des sentiments de déchirement liés à la guerre franco-allemande de 1870) : Vague Menace (8 février 1869) ; Abordage (8 février 1869) ; Boabdil (8 février 1869) ; Abomination (daté du 9 février 1869) ; Abbaye (9 février 1869) ; Indignation (14 février 1869) ; La forêt abattue (22 mars 1869) ; Le pauvre Félix[46] ; Prier (28 juillet 1870)[47] ; Mirage ; Foudroiement ; Airain ; Émigrants ; Guerre ; Patrie ; Fourbe ; Invasion
- Troisième partie (thématiques plus évasives) : Echos d'un rêve ; Echos et Reflets ; Désir ; Dithyrambes ; Echos et Reflets - Prologue ; Arabesques poétiques - L'Arabesque ; Poésie ; Semaine Sainte
- Quatrième partie (composition en dialecte alsacien) : Schönste Knopfungen ; Folgeschburg (1876)[48] ; In dr Fremdi

#### Autres
- Sundgau [u],[22]